# Kekaumen
Kekaumen ili Kekaumenos (grč. orig. Κεκαυμένος) (južna Makedonija (?), oko 1020. - ?, iza 1080.) bio je bizantski kroničar iz Tesalije.
Njegove kronike Strategikon (Στρατηγικόν) i Opomena caru (Λόγος νουθετητικός) potječu iz druge polovice 11. stoljeća.

## Vanjske poveznice
- Eric McGeer, "Byzantine Siege Warfare in Theory and Practice"  Arhivirana inačica izvorne stranice od 26. srpnja 2004. (Wayback Machine)